# Championnats d'Afrique de VTT 2023
Navigation
Édition précédente Édition suivante
Les Championnats d'Afrique de VTT 2023 ont lieu du 2 au 4 juin 2023 à Johannesbourg. Les épreuves de cross-country élites sont qualificatives pour les Jeux olympiques de 2024.

## Résultats

### Cross-country short track
| Épreuves      | Or            | Argent       | Bronze              |
| ------------- | ------------- | ------------ | ------------------- |
| Hommes élites | Johan van Zyl | Luke Moir    | Daniel Van Der Walt |
| Femmes élites | Candice Lill  | Tyler Jacobs | Sarah Hill          |

### Cross-country
| Épreuves               | Or                | Argent                  | Bronze         |
| ---------------------- | ----------------- | ----------------------- | -------------- |
| Hommes élites          | Philip Buys       | Johan van Zyl           | Jaedon Terlouw |
| Hommes moins de 23 ans | Michael Foster    | Daniel Van Der Walt     | Matthew Scott  |
| Hommes juniors         | Ernest Roets      | Massimiliano Ambrosi    | Daniel Hahn    |
| Femmes élites          | Candice Lill      | Tyler Jacobs            | Sarah Hill     |
| Femmes moins de 23 ans | Jazilla Mwamikazi | Anneke Van Der Walt     | Raja Chakir    |
| Femmes juniors         | Lilian Baber      | Carla Jansen Van Vuuren | Carla Kotze    |